# اسپرس اصفهانی
اسپرس اصفهانی (نام علمی: Onobrychis psoraleifolia var. Psoraleifolia ) نام یک نوع گیاه از سرده اسپرس است.